# After One
After One war ein deutsches Dance-Projekt der frühen 1990er Jahre. Die Mitglieder hießen Abi Lin (Abraham Lin), Norbert Kreuzer und S-AUO-N (Martin Gödtke).
Der erste Hit, Tom’s Diner Rap, war eine Coverversion. Nachdem bereits DNA einen Remix des Suzanne-Vega-Hits Tom’s Diner in die Hitparaden gebracht hatte, versuchte es auch After One aus München mit diesem Lied. Die Musiker ersetzten die gesungene Strophe durch Rap-Zeilen. Das Resultat erreichte die Top 20 der deutschen Singlecharts.
Auch die zweite Single Real Sadness II war gecovert. Diesmal diente der Nummer-eins-Hit Sadeness (Part I) von Enigma als Vorlage. Das bewährte Rezept, durch das Einfügen von Rap-Passagen einen Dance-Hit zu kreieren, ging ein zweites Mal auf. Der Titel platzierte sich ebenfalls in den Top 20 in Deutschland.
Nach 1990 gab es keine weiteren Veröffentlichungen. International blieb After One kommerziell erfolglos.

## Diskografie
- 1990: Tom’s Diner Rap (Single, ZYX Music)
- 1990: Real Sadness II (The Happiness Rap) (Single, ZYX Music)